# Jeugd Gentson
Jeugd Gentson, sponsornaam Amon Jeugd Gentson, is een Belgische basketbalclub uit Gent. Het eerste herenteam speelt in het seizoen 2024-2025 in Eerste Landelijke, wat de vierde klasse van de Belgische basketbalcompetitie is, het eerste damesteam in Top Division Women 1.
De basketbalclub heeft in totaal 40 actieve ploegen op jeugd en senior niveau, in recreatieve én top-competitie met meer dan 450 actieve spelers.  Sinds maart 2019 is de ploeg actief in de toen geopende Provinciale sporthal Henleykaai, daarvoor speelden ze in de (intussen afgebroken) "Leo", de sporthal van de Leopoldskazerne.